# Ariadne

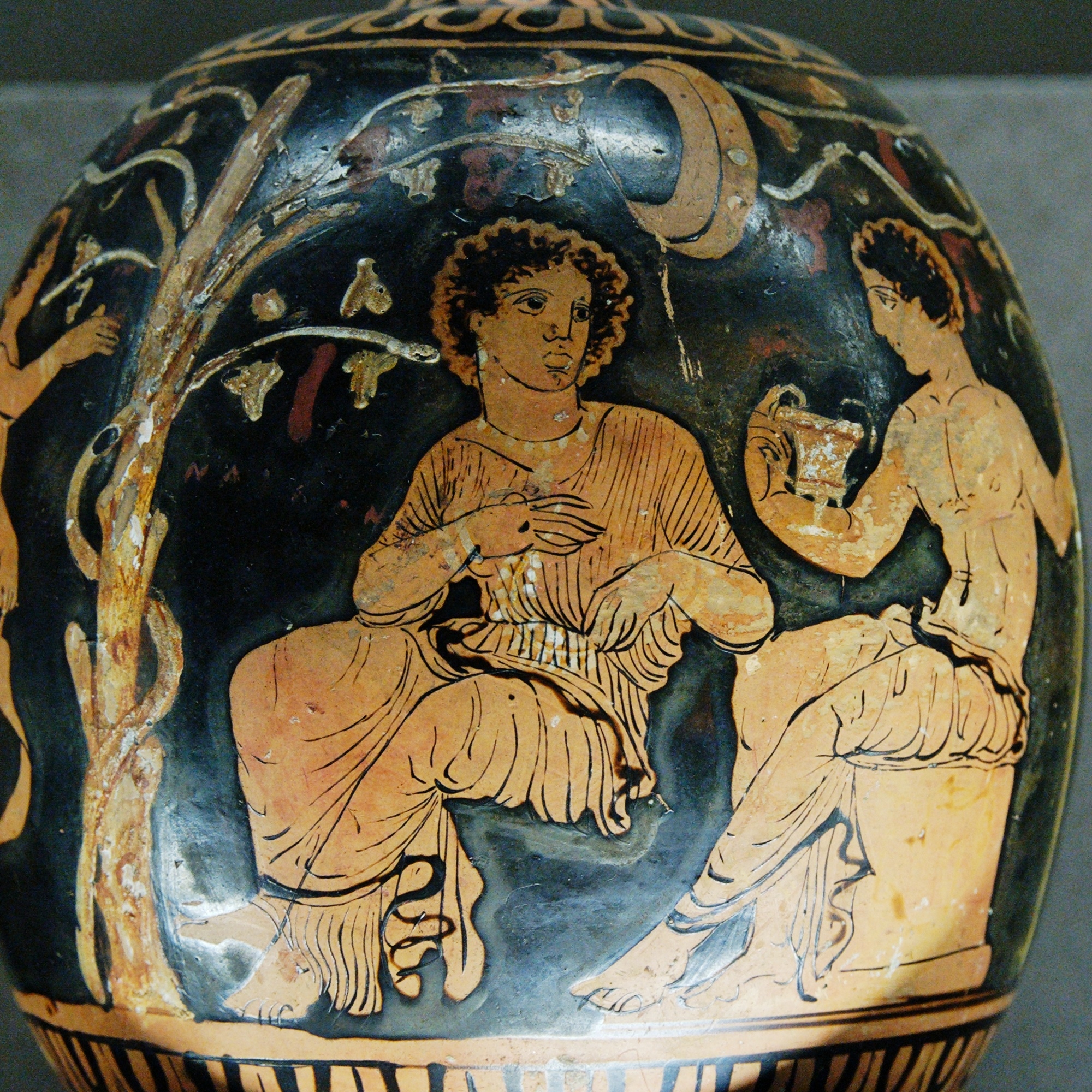
Dionysos und Ariadne; Rotfigurige Lekythos aus Apulien, ca. 375 v. Chr.

Ariadne (altgriechisch Ἀριάδνη Ariádnē, deutsch ‚die Heiligste‘, lateinisch Ariadna, italienisch Arianna) war in der griechischen Mythologie die Tochter des kretischen Königs Minos und seiner Gattin Pasiphaë, einer Tochter des Sonnengottes Helios. Sie half Theseus, den Minotauros zu besiegen. Später wurde sie zur Braut des Weingottes Dionysos.
Auf Kreta galt Ariadne auch als Fruchtbarkeitsgöttin. In dieser Eigenschaft wurde sie außerdem auf Naxos, Delos, Zypern und in Athen verehrt.

## Mythos
Der Mythos von Ariadne ist seit der homerischen Zeit in unterschiedlichen Fassungen verbreitet.

### Ariadne und Theseus auf Kreta
Ariadnes Geschwister waren Glaukos, Phaidra, Akakallis, Androgeos, Deukalion und Katreus. Ihr Halbbruder mütterlicherseits war das Ungeheuer Minotauros, ein stierköpfiger Mann aus einer Beziehung Pasiphaës mit einem Stier, das auf Kreta in dem vom Erfinder und Architekten Dädalus erbauten Labyrinth gefangen gehalten wurde.
Die athenische Version der Sage überliefert, dass Minos Athen unterworfen hatte, nachdem sein Sohn Androgeos dort ermordet worden war. Seitdem waren die Athener verpflichtet, alle neun Jahre sieben Jungfrauen und sieben Jünglinge als Menschenopfer für den Minotauros nach Kreta zu schicken. Als dieser Tribut zum dritten Mal fällig war, schleuste sich der athenische Königssohn Theseus in die Gruppe ein. Auf Kreta verliebte sich aber Ariadne in ihn und erklärte sich gegen sein Eheversprechen bereit, ihm zu helfen, den Minotauros zu besiegen. Als Theseus das Labyrinth betrat, übergab sie ihm auf Dädalus’ Anraten ein Wollfadenknäuel, dessen Ende er am Eingang befestigte. Theseus tötete das Ungeheuer und fand dank des Ariadnefadens unversehrt aus dem Labyrinth heraus.

### Ariadne auf Naxos

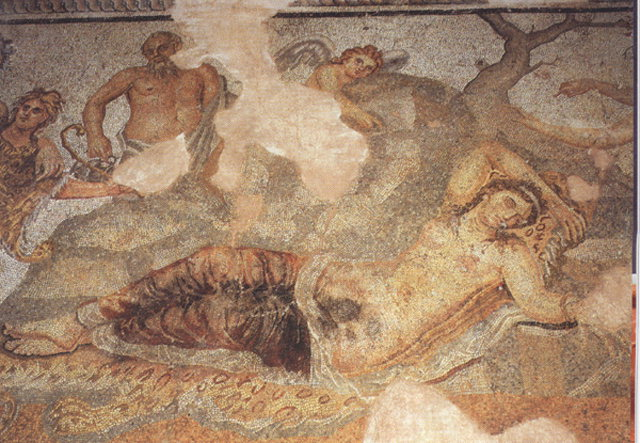
Dionysos findet Ariadne am Strand von Naxos; Mosaik, heute im archäologischen Museum von Thessaloniki

Darauf flüchtete Theseus in Begleitung Ariadnes in Richtung Athen. Die Geschichte wird in den verschiedenen Fassungen unterschiedlich fortgesetzt. Die älteste Erwähnung in der Odyssee lässt sie – so jedenfalls einige Interpreten – der Eifersucht der Göttin Artemis zum Opfer fallen. Nach Späteren war Ariadne bereits von einer höheren Macht dem Weingott Dionysos zugedacht, so dass ihre Hochzeit mit Theseus nicht stattfinden durfte. Andere Erzähler stellten Theseus’ Eheversprechen als unaufrichtig dar. Jedenfalls wird Ariadne bei einem Zwischenhalt auf der Insel Naxos zurückgelassen. Hesiod und die meisten anderen berichten, dass Dionysos sie am Strand verlassen und schlafend aufgefunden hat. Er verliebte sich in sie und gab ihr als Brautgeschenk eine Strahlenkrone. Später schleuderte er dieses Diadem hinauf an den Himmel, wo es zum Sternbild der Nördlichen Krone wurde. Dionysos und Ariadne bekamen mehrere Söhne, unter ihnen Oenopion, der den Weinausbau verkörpert (→ Önologie), und Thoas.
Ariadne blieb trotz ihrer Verbindung mit Dionysos weiterhin auch in Theseus verliebt und beweinte seinen Tod bitterlich. Dennoch holte Dionysos Ariadne nach ihrem Tod aus dem Tartarus zu sich auf den Olymp.

## Künstlerische Darstellungen
Ariadne wurde in der Literatur, in der Bildenden Kunst und in der Musik vielmals zum Thema genommen. Ein beliebtes Motiv ist der Triumph des Bacchus.

### Bildende Kunst

#### Malerei

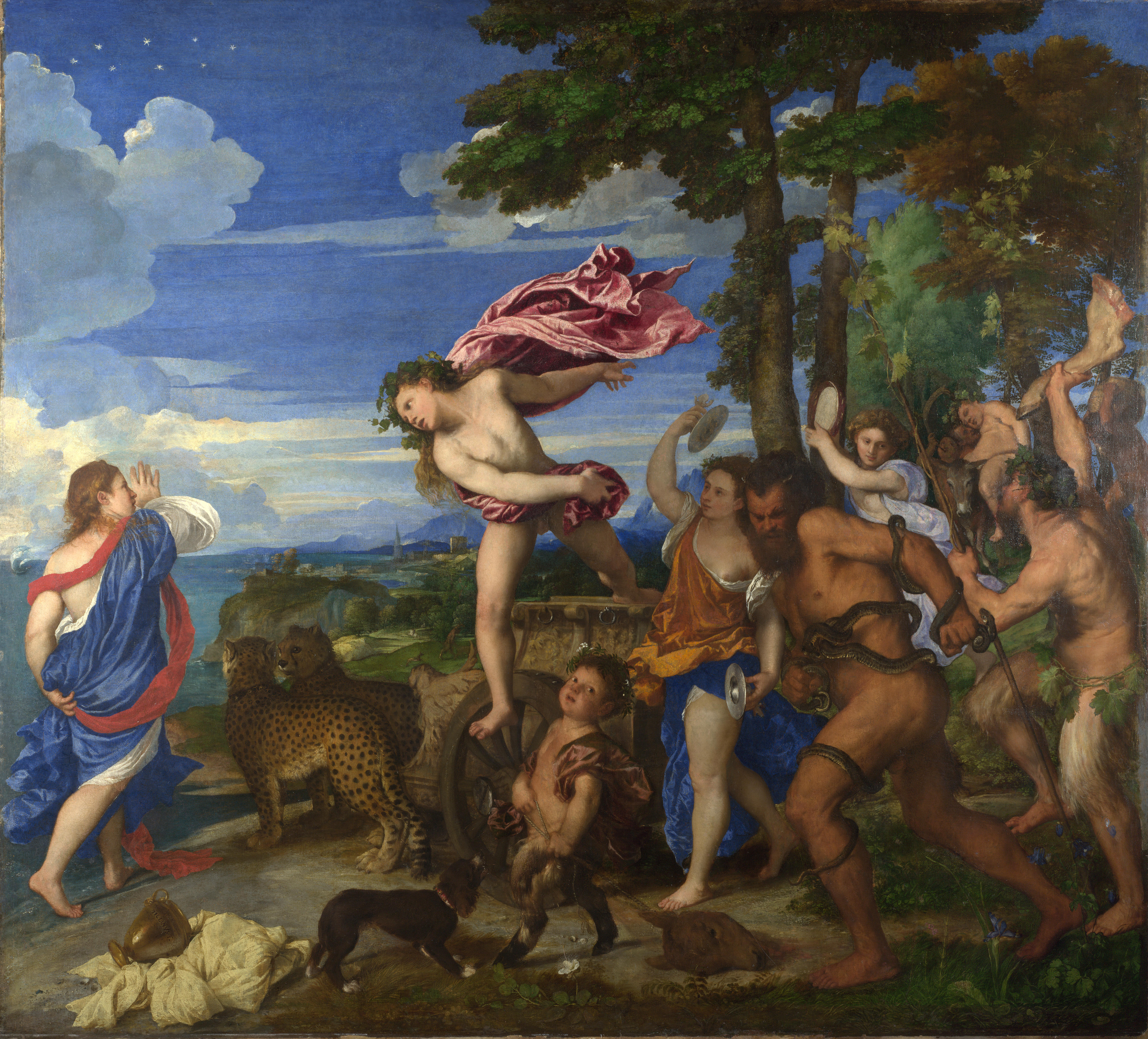
Tizian: Bacchus und Ariadne, 1520–1523
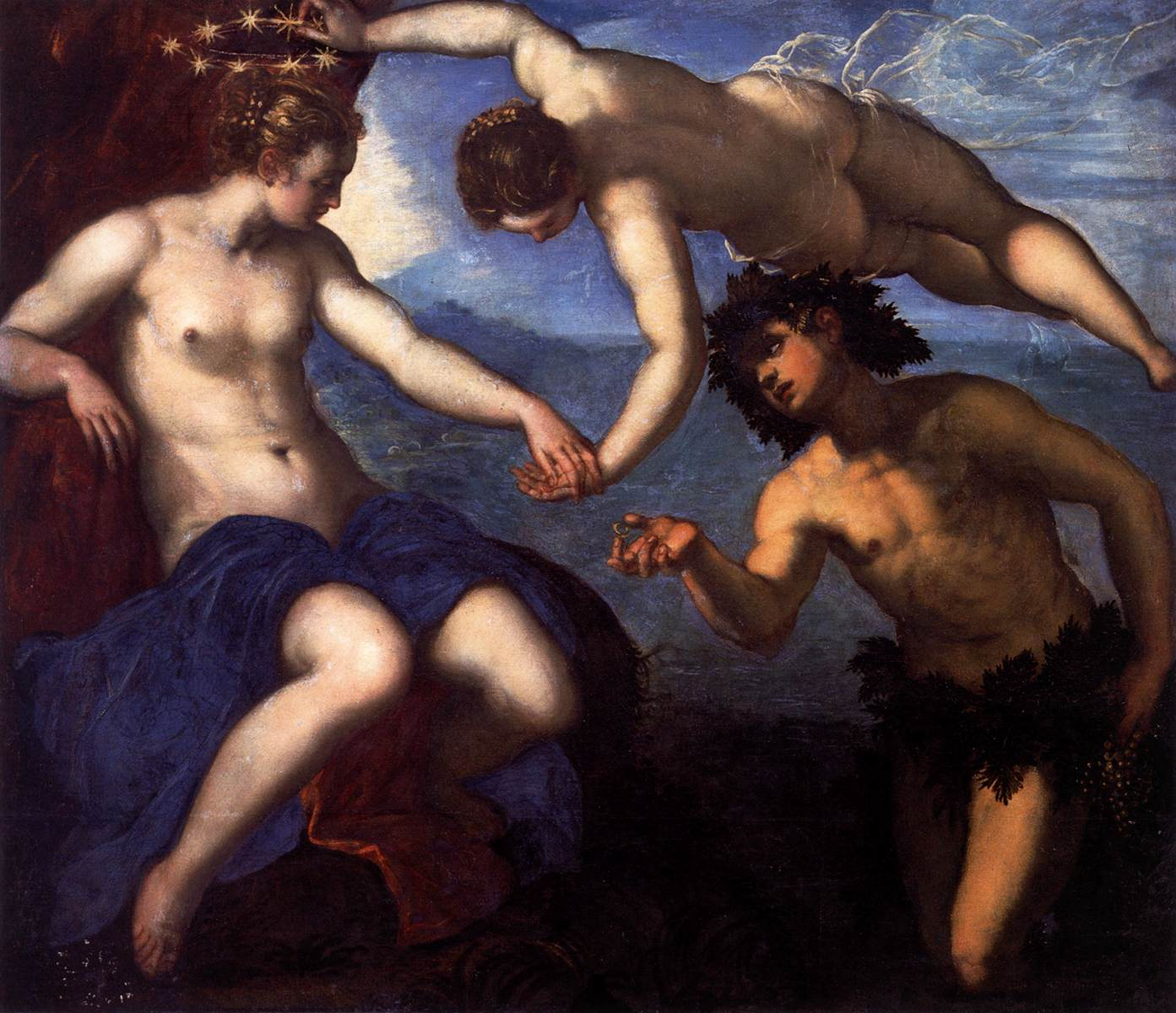
Jacopo Tintoretto: Bacchus und Ariadne, 1576
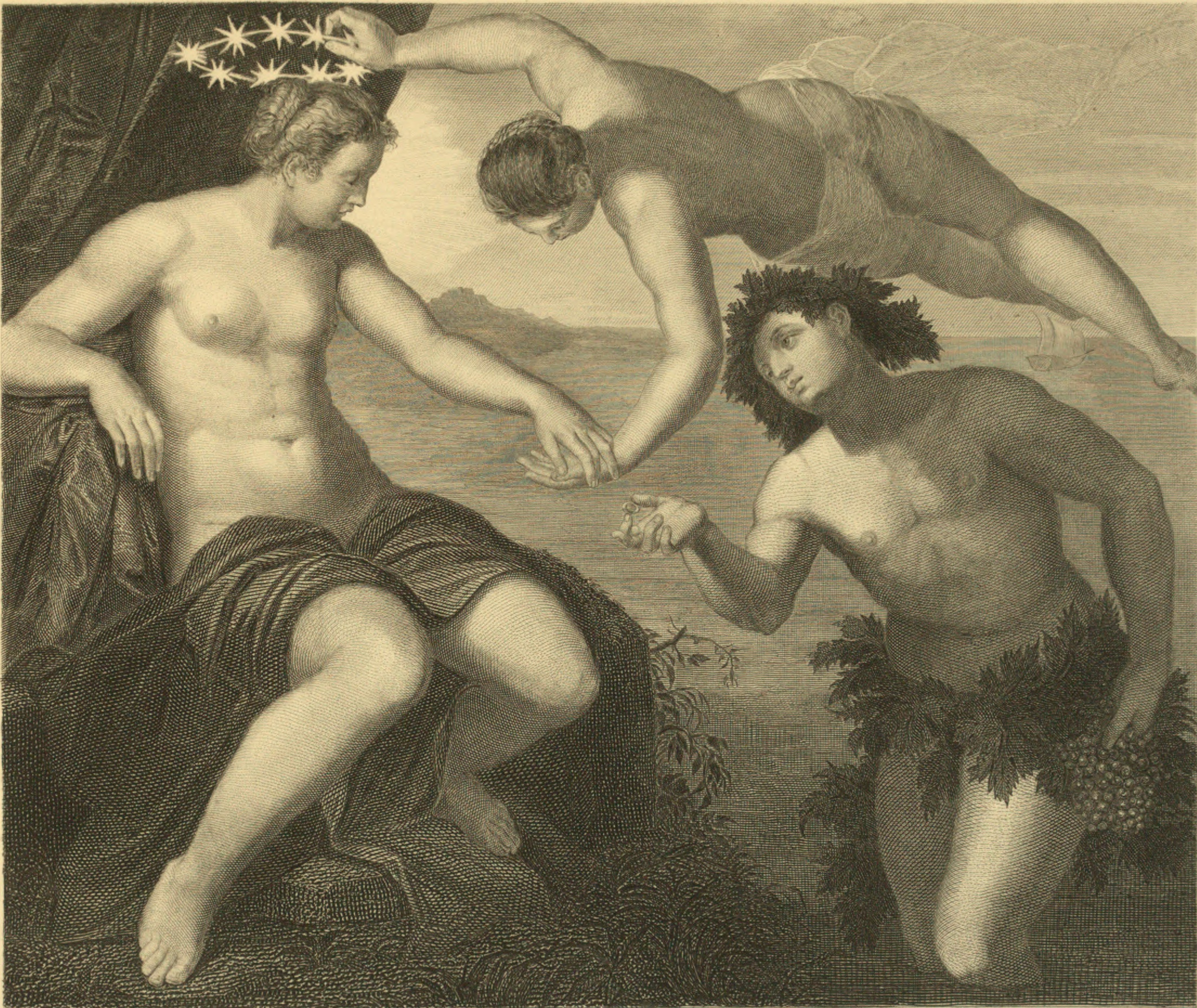
G. Goldberg: Stahlstich nach Tintorettos Bacchus und Ariadne, 1876
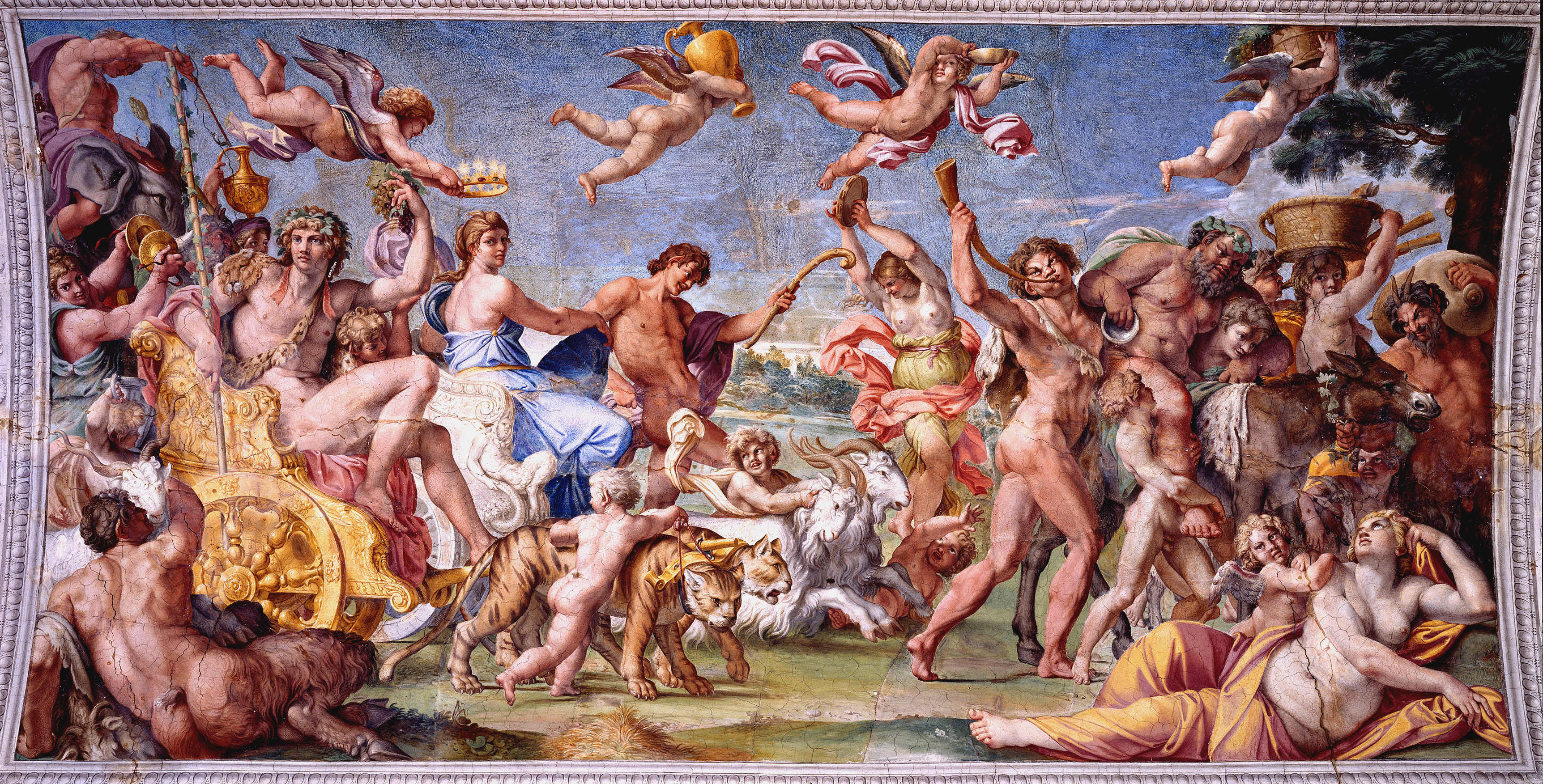
Annibale Carracci: Triumphzug von Bacchus und Ariadne, 1597
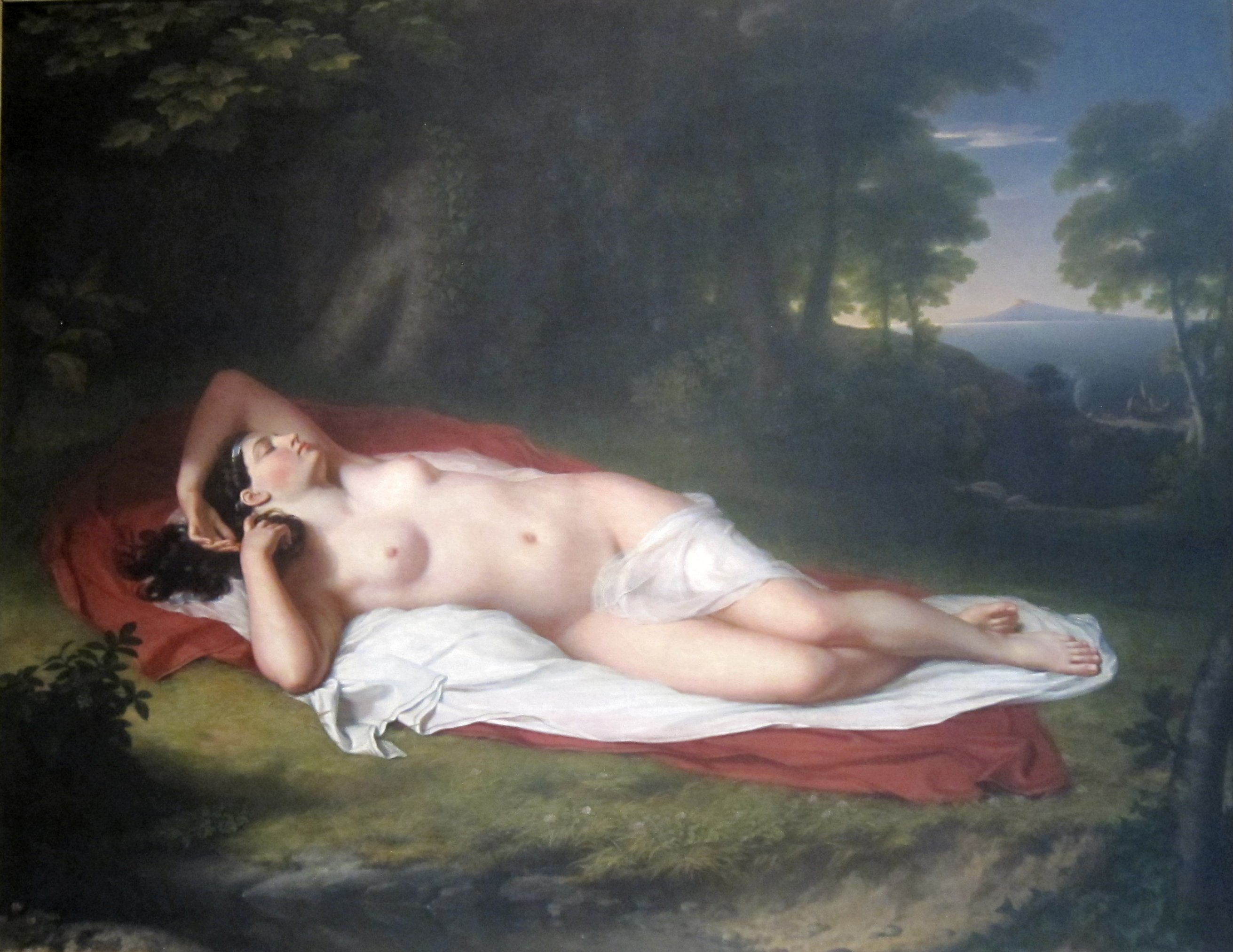
John Vanderlyn, Die schlafende Ariadne auf Naxos, 1808–1812
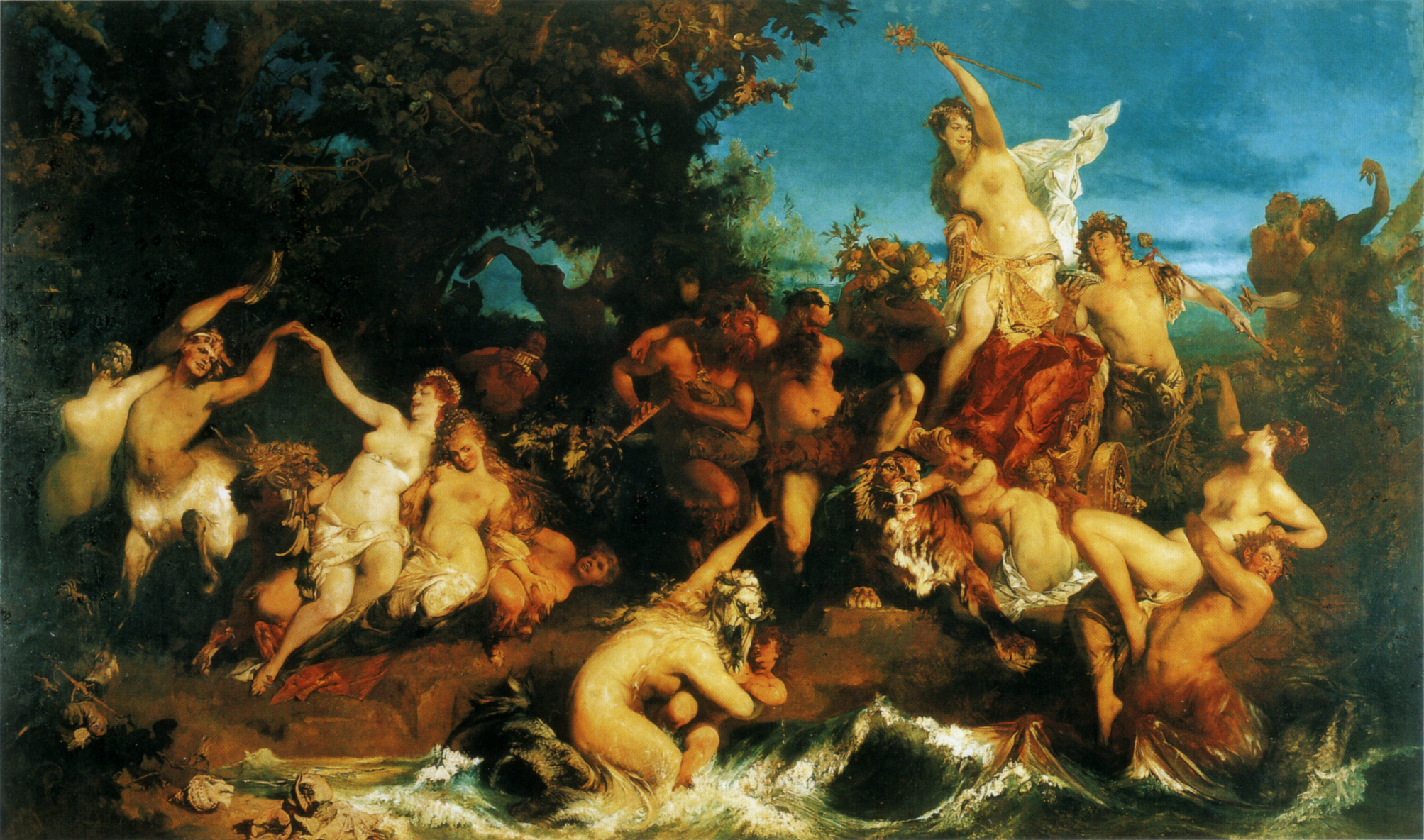
Hans Makart, Der Triumph der Ariadne, 1873/74
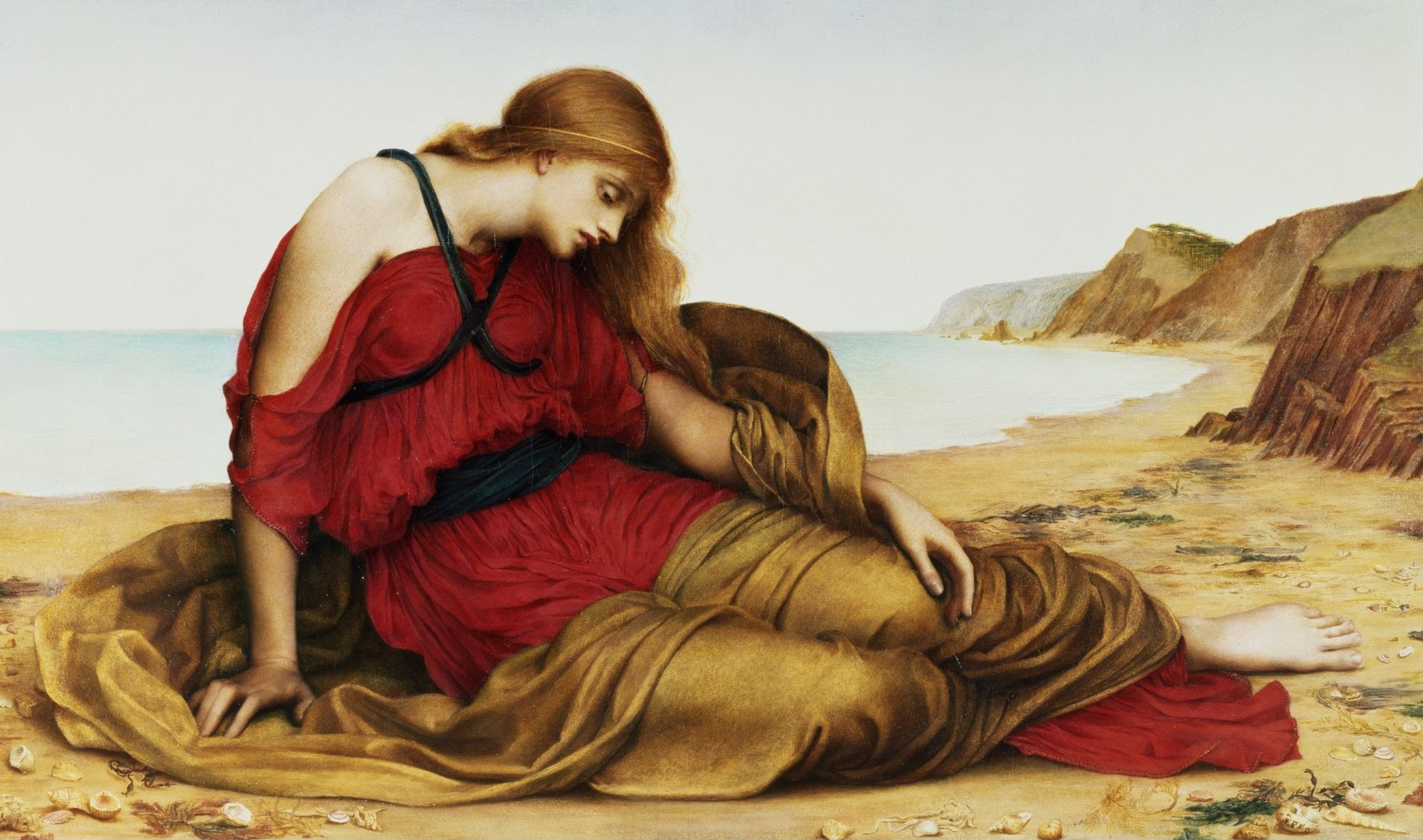
Evelyn de Morgan: Ariadne in Naxos, 1877

- Sebastiano Ricci: Bacchus und Ariadne, 1700–1710
- Evelyn de Morgan: Ariadne in Naxos, 1877
- Maurice Denis: Bacchus and Ariadne, 1907
- Giorgio de Chirico: Die erwachende Ariadne, 1913
- Lovis Corinth: Ariadne auf Naxos, 1913
- Michael Triegel: Schlafende Ariadne, 2010

#### Bildhauerei

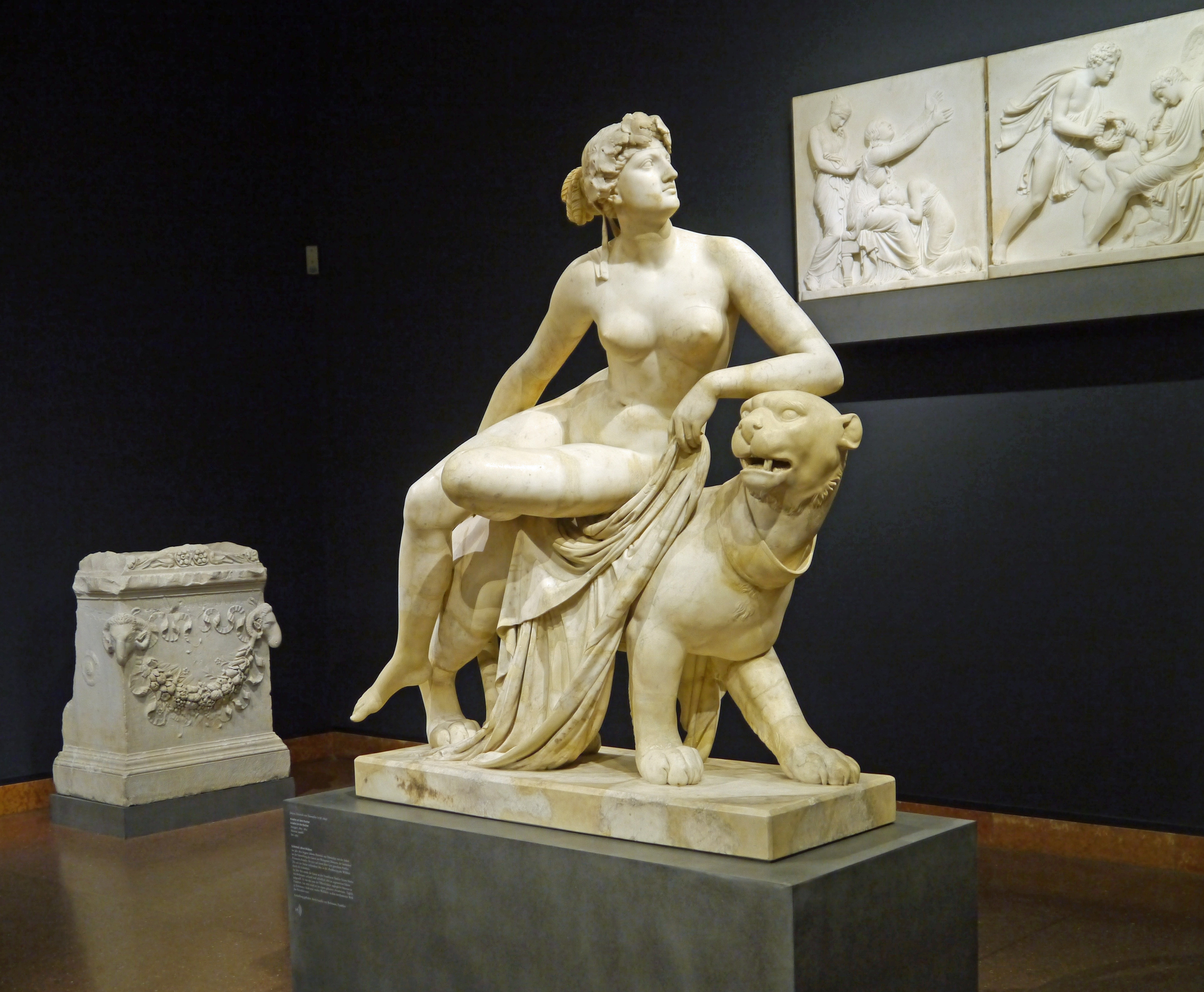
Ariadne auf dem Panther im Liebieghaus in Frankfurt am Main

- Einzelskulptur in der Skulpturengruppe Las Incantadas, Thessaloniki, 2. Jahrhundert
- Johann Heinrich Dannecker: Ariadne auf dem Panther, 1803
- Jules Dalou: Bacchus und Ariadne, 1894